# Primera División de Chile 2001
El Campeonato Nacional de Fútbol de la Primera División de Chile de 2001 fue el torneo disputado de la primera categoría del fútbol profesional chileno en el año 2001.
El campeón del torneo fue Santiago Wanderers, que logró su estrella número 3, luego de 33 años de espera.
En el torneo participaron 16 equipos, que jugaron en dos rondas en un sistema de todos-contra-todos.
Fue hasta el 2010 el último torneo anual de la Primera División, ya que en el año 2002 se adoptaría el formato mexicano, donde se realizan dos torneos al año y con sistema de play offs.

## Ascensos y descensos
| Pos | Equipos ascendidos |
| --- | ------------------ |
| 1º  | Unión San Felipe   |
| 2º  | Rangers            |

| Prom | Equipos descendidos |
| ---- | ------------------- |
| 15º  | Everton             |
| 16º  | Provincial Osorno   |

## Equipos por región
| Región               | N.º | Equipos |
| -------------------- | --- | --- |
| Región Metropolitana | 7   | Audax Italiano, Colo-Colo, Palestino, Santiago Morning, Unión Española, Universidad Católica y Universidad de Chile |
| Valparaíso           | 2   | Santiago Wanderers y Unión San Felipe                                                                               |
| Biobío               | 2   | Deportes Concepción y Huachipato                                                                                    |
| Antofagasta          | 1   | Cobreloa |
| Coquimbo             | 1   | Coquimbo Unido |
| O'Higgins            | 1   | O'Higgins |
| Maule                | 1   | Rangers |
| Los Lagos            | 1   | Deportes Puerto Montt                                                                                               |

|
| Audax Italiano Universidad de Chile Colo-Colo Universidad Católica Unión Española Palestino Santiago Morning |

|}

## Tabla final
| Pos | Equipo                | PJ | PG | PE | PP | GF | GC | Dif | Pts |
| --- | --------------------- | -- | -- | -- | -- | -- | -- | --- | --- |
| 1   | Santiago Wanderers    | 30 | 20 | 6  | 4  | 65 | 32 | 33  | 66  |
| 2   | Universidad Católica  | 30 | 18 | 6  | 6  | 60 | 29 | 31  | 60  |
| 3   | Universidad de Chile  | 30 | 17 | 6  | 7  | 53 | 33 | 20  | 57  |
| 4   | Colo-Colo             | 30 | 16 | 8  | 6  | 63 | 37 | 26  | 56  |
| 5   | Cobreloa              | 30 | 13 | 9  | 8  | 39 | 28 | 11  | 48  |
| 6   | Palestino             | 30 | 14 | 6  | 10 | 44 | 43 | 1   | 48  |
| 7   | Huachipato            | 30 | 12 | 10 | 8  | 58 | 42 | 16  | 46  |
| 8   | Unión San Felipe      | 30 | 10 | 10 | 10 | 45 | 39 | 6   | 40  |
| 9   | Unión Española        | 30 | 10 | 7  | 13 | 46 | 63 | -17 | 37  |
| 10  | Coquimbo Unido        | 30 | 9  | 8  | 13 | 29 | 39 | -10 | 35  |
| 11  | Audax Italiano        | 30 | 10 | 2  | 18 | 27 | 40 | -13 | 32  |
| 12  | Deportes Concepción   | 30 | 8  | 8  | 14 | 35 | 51 | -16 | 32  |
| 13  | Rangers               | 30 | 6  | 12 | 12 | 38 | 46 | -8  | 30  |
| 14  | Santiago Morning      | 30 | 7  | 7  | 16 | 47 | 67 | -20 | 28  |
| 15  | O'Higgins             | 30 | 7  | 4  | 19 | 39 | 64 | -25 | 25  |
| 16  | Deportes Puerto Montt | 30 | 4  | 9  | 17 | 31 | 66 | -35 | 21  |

PJ=Partidos jugados; PG=Partidos ganados; PE=Partidos empatados; PP=Partidos perdidos; GF=Goles a favor; GC=Goles en contra; Dif=Diferencia de gol; Pts=Puntos
|  | Campeón. Clasifica a la Copa Libertadores 2002 |
|  | Clasifica a la Copa Libertadores 2002          |
|  | Clasifica a la Liguilla Pre-Libertadores       |
|  | Desciende a Primera B                          |

## Campeón
| Chile                        |
| Santiago Wanderers 3º Título |

## Liguilla Pre-Libertadores
Fue un minitorneo que se jugó por eliminación directa, con partido y revancha, entre los cuatro equipos previamente clasificados. El ganador fue el tercer representante chileno en la Copa Libertadores 2002.
|  | Semifinales          | Semifinales          |     |  | Final    | Final |  |
|  |                      |                      |     |  |          |       |  |
|  |                      |                      |     |  |          |       |  |
|  | Huachipato           | 3 0                  |     |  |          |       |  |
|  | Cobreloa             | 2 3                  |     |  |          |       |  |
|  |                      |                      |     |  |          |       |  |
|  |                      |                      |     |  |          |       |  |
|  |                      |                      |     |  | Cobreloa | 4 2   |  |
|  |                      | Universidad de Chile | 4 1 |  |          |       |  |
|  |                      |                      |     |  |          |       |  |
|  |                      |                      |     |  |          |       |  |
|  |                      |                      |     |  |          |       |  |
|  |                      |                      |     |  |          |       |  |
|  | Palestino            | 1 1                  |     |  |          |       |  |
|  | Universidad de Chile | 0 3                  |     |  |          |       |  |

Cobreloa clasifica a la Copa Libertadores 2002.

## Goleadores
| Jugador             | Equipo                | Goles |
| ------------------- | --------------------- | ----- |
| Héctor Tapia        | Colo-Colo             | 24    |
| Gustavo Biscayzacú  | Unión Española        | 23    |
| Silvio Fernández    | Santiago Wanderers    | 17    |
| Sergio Gioino       | Huachipato            | 16    |
| Marcelo Corrales    | Unión San Felipe      | 15    |
| Pedro González      | Universidad de Chile  | 15    |
| Axel Ahumada        | Coquimbo Unido        | 14    |
| Dwight Pezzarossi   | Palestino             | 13    |
| Arturo Norambuena   | Universidad Católica  | 12    |
| Luis Ceballos       | Huachipato            | 11    |
| Manuel Neira        | Unión Española        | 11    |
| Diego Rivarola      | Universidad de Chile  | 11    |
| José Luis Díaz      | Universidad Católica  | 10    |
| Sebastián González  | Colo-Colo             | 9     |
| Carlos Verdugo      | Deportes Concepción   | 9     |
| Cristián Montecinos | Deportes Concepción   | 9     |
| Sebastián Rozental  | Colo-Colo             | 8     |
| Juan Quiroga        | Deportes Puerto Montt | 8     |
| Alcidio Fleitas     | O'Higgins             | 8     |
| Ariel Segalla       | Palestino             | 8     |
| Joel Soto           | Santiago Wanderers    | 8     |
| Jaime Riveros       | Santiago Wanderers    | 8     |
| Manuel Abreu        | Unión San Felipe      | 8     |

### Hat-Tricks & Pókers
Aquí se encuentra la lista de hat-tricks y póker de goles (en general, tres o más goles marcados por un jugador en un mismo encuentro) conseguidos en la temporada.
| Fecha               | Jugador            | Goles | Partido                            |
| ------------------- | ------------------ | ----- | ---------------------------------- |
| 18 de marzo de 2001 | Héctor Tapia       | 3     | Colo-Colo vs Rangers               |
| 31 de marzo de 2001 | Marcelo Corrales   | 3     | Unión San Felipe vs Coquimbo Unido |
| 28 de abril de 2001 | Luis Ceballos      | 3     | O'Higgins vs Huachipato            |
| 29 de abril de 2001 | Manuel Neira       | 3     | Santiago Morning vs Unión Española |
| 5 de mayo de 2001   | Dwight Pezzarossi  | 3     | Palestino vs Universidad Católica  |
| 20 de mayo de 2001  | Gustavo Biscayzacú | 3     | Santiago Morning vs O'Higgins      |
| 23 de junio de 2001 | Mario Vargas       | 3     | Coquimbo Unido vs Huachipato       |
| 5 de agosto de 2001 | Sergio Gioino      | 3     | Huachipato vs Santiago Morning     |

## Estadísticas
- El equipo con mayor cantidad de partidos ganados: Santiago Wanderers 20 triunfos.
- El equipo con menor cantidad de partidos perdidos: Santiago Wanderers 4 derrotas.
- El equipo con menor cantidad de partidos ganados: Deportes Puerto Montt 4 triunfos.
- El equipo con mayor cantidad de partidos perdidos: O'Higgins 19 derrotas.
- El equipo con mayor cantidad de empates: Rangers 12 empates.
- El equipo con menor cantidad de empates: Audax Italiano 2 empates.
- El equipo más goleador del torneo: Santiago Wanderers 65 goles a favor.
- El equipo más goleado del torneo: Santiago Morning 67 goles en contra.
- El equipo menos goleado del torneo: Cobreloa 28 goles en contra.
- El equipo menos goleador del torneo: Audax Italiano 27 goles a favor.
- Mejor diferencia de gol del torneo: Santiago Wanderers convirtió 33 goles más de los que recibió.
- Peor diferencia de gol del torneo: Deportes Puerto Montt recibió 35 goles más de los convirtió.
- Mayor goleada del torneo: O'Higgins 0-5 Santiago Wanderers (fecha 1), Cobreloa 5-0 Santiago Morning (fecha 20).